# Zandambrosia
De zandambrosia of ruwe ambrosia (Ambrosia psilostachya) is een overblijvende plant uit de composietenfamilie. De wetenschappelijke naam van de soort werd in 1836 gepubliceerd door Augustin Pyramus de Candolle. De plant is in sommige flora's te vinden onder de naam Ambrosia coronopifolia Torr. & A.Gray met de toevoeging Ambrosia psilostachya auct. non DC., wat aangeeft dat de soort volgens de auteur verkeerd gedetermineerd was. Inmiddels wordt de naam van Torrey en Gray beschouwd als een taxonomisch (heterotypisch) synoniem van Ambrosia psilostachya, waarbij de naam van De Candolle als oudste prioriteit heeft.

## Kenmerken
De plant is een geofyt. De bloeitijd is van augustus tot oktober. Uitbreiding vindt vaak plaats met behulp van lange wortelstokken. De plant groeit mede daardoor in groepen.
De plant heeft grijsviltige stengels. De bladeren zijn enkel geveerd, diep veervormig ingesneden en kort gesteeld of zittend. De bloemen zijn eenslachtig; de plant is eenhuizig. De bloemen zijn groenachtig. De mannelijke bloemhoofdjes hebben een dicht behaard omwindsel. De omwindselbladen zijn niet of nauwelijks getand. De vrucht is een dopvrucht of nootje met één zaad. Het vruchtomhulsel heeft vaak enkele zeer kleine knobbeltjes en een snavelvormige top van meestal minder dan 1 mm lengte, maar soms tot 2 mm.

## Standplaats en verspreiding
De plant groeit op zonnige, open plaatsen op matig voedselarme tot meestal matig voedselrijke, vaak kalkhoudende, humusarme, omgewerkte grond (zand, vaak vermengd met ander materiaal, zoals puin) langs duinpaden, in bermen, in voedselrijke ruigten, langs spoorwegen, op haven- en industrieterreinen, in zandgroeven en langs zandige rivieroevers.
De soort komt van oorsprong voor in Noord-Amerikaanse prairiegebieden. Sinds 1900 is hij als graanadventief ingeburgerd in Europa. Ze vormt hier nauwelijks kiemkrachtige zaden.
In Nederland is de soort zeldzaam in de Hollandse duinen tussen Castricum en Katwijk, en zeer zeldzaam in het rivierengebied, in het midden van het land en in Zeeland. Sinds 1945 ingeburgerd. In Vlaanderen is de plant zeer zeldzaam; ingeburgerd in de duinen en in de Antwerpse Kempen, elders meestal onbestendig. In Wallonië werd de plant vroeger op enkele plaatsen gevonden. Nu waarschijnlijk weer verdwenen.

## Hooikoorts
Het stuifmeel van deze soort kan heftige hooikoortsreacties veroorzaken en bijdragen aan het verlengen van het hooikoortsseizoen door haar grote pollenproductie en de late bloei die vanaf augustus tot en met oktober kan duren.